# 肘腺水蛙
肘腺水蛙（学名：Hylarana cubitalis），一种分布于泰国、缅甸、老挝、中国南方及越南等地区的两栖动物，隶属于蛙科水蛙属。

## 形态特征
肘腺水蛙体型窄长，雄蛙体长52～68毫米，雌蛙体长44～78毫米。身体背面呈棕黄色微显红色；颞部区褐黑色；体侧有少数棕黑色斑；四肢背面具有模糊的褐色横纹；身体腹面灰白色，四肢腹面肉色。